# Leichtathletik-Halleneuropameisterschaften 2019/Teilnehmer (Aserbaidschan)
| Gelbes Symbol für Goldmedaillen mit stilisierten Olympischen Ringen | Graues Symbol für Silbermedaillen mit stilisierten Olympischen Ringen | Braundes Symbol für Bronzemedaillen mit stilisierten Olympischen Ringen |
| ------------------------------------------------------------------- | --------------------------------------------------------------------- | ----------------------------------------------------------------------- |
| 1                                                                   | —                                                                     | —                                                                       |

Aus Aserbaidschan starteten eine Athletin und ein Athlet bei den Leichtathletik-Halleneuropameisterschaften 2019 in Glasgow, die eine Goldmedaille errangen.

## Ergebnisse

### Frauen

#### Laufdisziplinen
| Athletin         | Disziplin | Vorlauf | Vorlauf | Halbfinale         | Halbfinale         | Finale             | Finale             |
| Athletin         | Disziplin | Zeit    | Platz   | Zeit               | Platz              | Zeit               | Platz              |
| ---------------- | --------- | ------- | ------- | ------------------ | ------------------ | ------------------ | ------------------ |
| Zakiyya Hasanova | 60 m      | 7,45 s  | 33      | nicht qualifiziert | nicht qualifiziert | nicht qualifiziert | nicht qualifiziert |

### Männer

#### Sprung/Wurf
| Athlet        | Disziplin  | Qualifikation | Qualifikation | Finale     | Finale |
| Athlet        | Disziplin  | Weite         | Platz         | Weite      | Platz  |
| ------------- | ---------- | ------------- | ------------- | ---------- | ------ |
| Nazim Babayev | Dreisprung | 16,81 m PB    | 3             | 17,29 m PB | Gold   |